# Dawid Widhopff

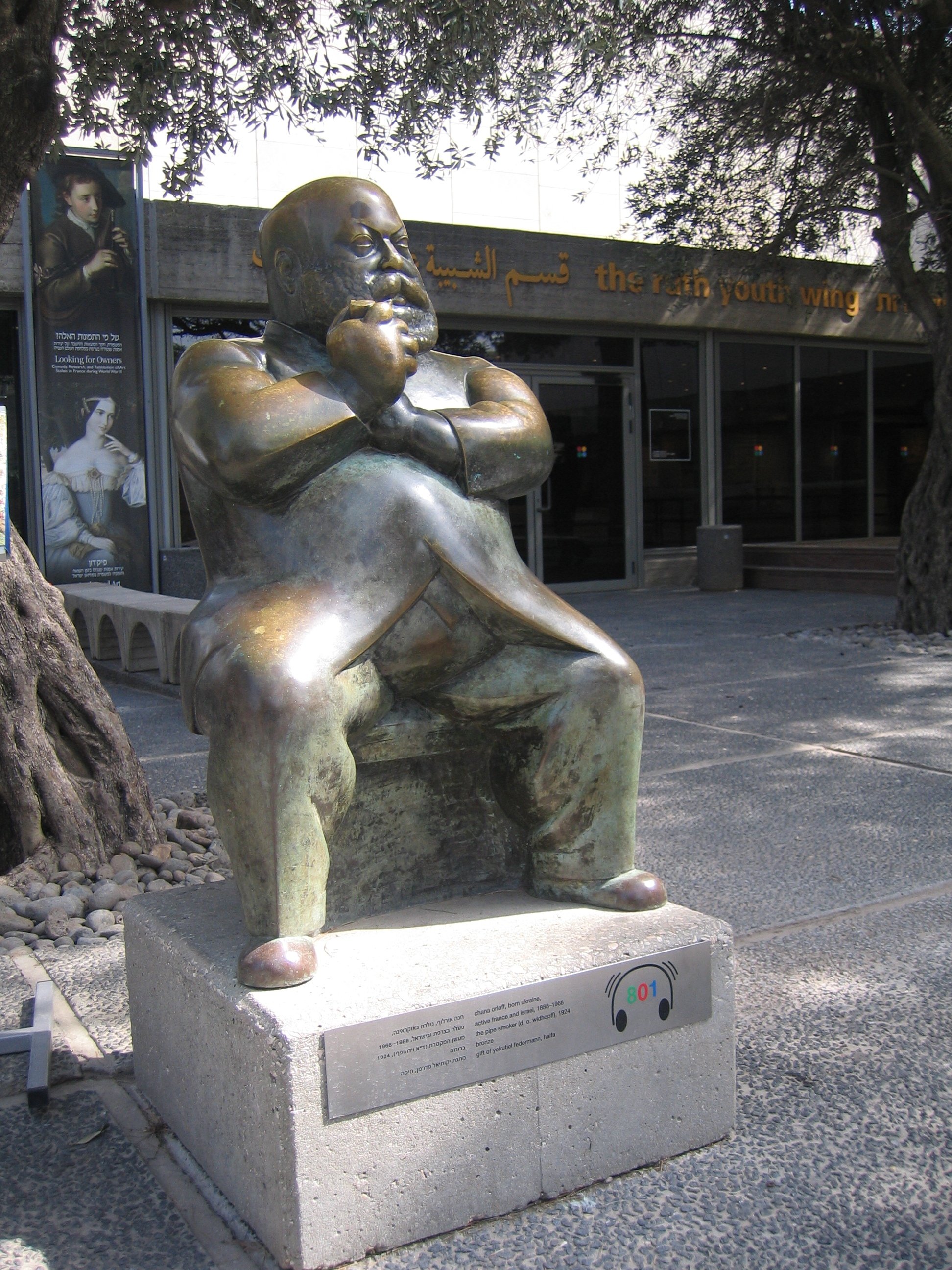
Człowiek z fajką rzeźba Chany Orłow (1924)

Dawid Widhopff (ros. Давид Осипович Видгоф, ur. 23 kwietnia?/5 maja 1867 w Odessie, zm. 20 lipca 1933 w Saint-Clair-sur-Epte) – francuski malarz, plakacista i karykaturzysta pochodzenia ukraińskiego.
Po ukończeniu Akademii Sztuk Pięknych w Odessie kontynuował studia w Akademii Sztuk Pięknych w Monachium. W sierpniu 1887 przybył do Paryża i rozpoczął studia w Académie Julian. Uczestniczył w salonach paryskich w latach 1888, 1891 i 1893. Wyjechał do Brazylii, gdzie założył szkołę sztuk pięknych w stanie Pará. Po powrocie do Paryża zamieszkał w dzielnicy Montmartre, gdzie zaprzyjaźnił się z malarzem Alfonsem Muchą i pisarzem Léonem Deschamps, redaktorem czasopisma literackiego i artystycznego „La Plume”. Zajął się tworzeniem ilustracji do paryskiej prasy artystycznej. Tworzył też obrazy sztalugowe – krajobrazy i martwe natury, a także kartony dla fabryk gobelinów.
W roku 1912 odbyła się w Paryżu wystawa jego dzieł wspólnie z rosyjskimi artystami Aleksandrem Altmanem i Naumem Aronsonem.
Został odznaczony orderem Legii Honorowej.